# Semaeopus oenopodiata
Semaeopus oenopodiata är en fjärilsart som beskrevs av Achille Guenée 1858. Semaeopus oenopodiata ingår i släktet Semaeopus och familjen mätare. Inga underarter finns listade i Catalogue of Life.